# Доуден, Эдуард
Эдуард (Эдвард) Доуден (Дауден) (англ. Edward Dowden); 3 мая 1843, Корк, Ирландия — 4 апреля 1913) — английский и ирландский поэт, историк литературы, критик, литературовед, профессор английской литературы Тринити-колледжа в Дублине, учёный-шекспировед.

## Биография

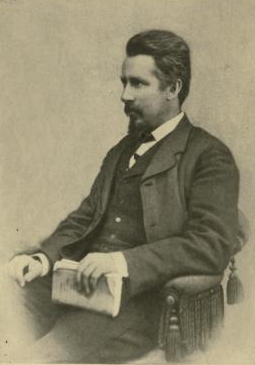
Эдуард Доуден. Около 1874 года

Окончил Queen’s College в Корке и Тринити-колледж в Дублине.
Со временем стал президентом Философского общества, вице-канцлером английской филологии, а также читал лекции по этике и логике. В 1867 году был избран профессором английской литературы Тринити-колледжа Дублинского университета.
После первой же опубликованной книге о Шекспире «Shakespeare, his Mind and Art» (1875), , переведенной на русский и немецкий языки стал известен в литературных кругах. Его «Shakespeare Primer» (1877) был переведен на итальянский и немецкий языки.
За исследования творчества Шекспира в 1878 году был награждён золотой медалью Королевской ирландской академии с формулировкой «за литературные произведения, особенно в области критики Шекспира».
В 1888 году — президент английского общества Гёте (English Goethe Society). Сменил на этом посту Фридриха Макса Мюллера.
В качестве секретаря ирландской либеральной унии, принимал участие в политической борьбе за автономию Ирландии — гомруль («самоуправление»).
В 1896—1901 годах был комиссаром по делам образования Ирландии.

## Творчество
Автор стихотворений, литературоведческих и критических работ по творчеству Шекспира и поэтов — романтиков. Из его поэтических произведений известны «Poems» (2 изд. 1876).

## Избранные произведения
- «Shakespeare, his mind and art» (1872, 5 изд. 1880, рус. пер. Черновой, СПб., 1880 г.),
- «Studies in litterature» (2 изд. 1882 г.),
- «Southey» (1879),
- «The life of Percy Bysshe Schelley» (1886) — капитальное сочинение для биографии Перси Шелли.
- «Introduction to Shakespeare» (1893)
- «French Revolution and English Literature» (1897)
- «History of French Literature» (1897)
- «Puritan and Anglican» (1900)
- «Robert Browning» (1904)
- «Michel de Montaigne» (1905)